# エーオーアール
株式会社エーオーアール（英: AOR, Ltd.）は、日本の無線機器メーカーである。1977年に、高野茂と大嶋淳により創業。社名は、高野茂が保有するアマチュア無線のコールサイン（JA1AOR）から。これに「Authority on Radio Communications」の意味を当てている。本社は東京都台東区に所在。アメリカ及びイギリスに現地法人がある。
1970年代から80年代にかけて、携帯無線機や空港誘導路職員向け航空無線機を主に生産していたが、21世紀に入ってからは受信機のみ。